# 邵慎嬪
邵慎嬪（?—?），明光宗泰昌帝末期的妃子。

## 生平
天启元年邵慎嬪生皇十女悼温公主朱徽姃。时泰昌帝已崩，公主也随即夭折。天启帝即位，沒有把她尊封為妃嬪。崇祯帝時，尊封她為慎嬪。
明朝灭亡，邵慎嬪从皇宫逃出，到清朝入关后回到北京，由清廷出资赡养。

## 女儿
- 悼温公主（1621年－1621年），名朱徽姃，明朝公主，明光宗幼女（排行第十，一说排行第十一）。明光宗死后，悼温公主才出生，襁褓夭折。异母兄崇祯帝在位时，追封皇十妹为悼温公主，并为她追赐了名字。《明史·公主列传》没有记载了悼温公主。《春明梦余录》等书有所记载明光宗最幼女悼温公主等事[1][2]。